# Nischni Woronok
Nischni Woronok (russisch Нижний Воронок) ist ein Dorf (derewnja) in der Oblast Kursk in Russland. Es gehört zum Rajon Chomutowka und zur Landgemeinde (selskoje posselenije) Olchowski selsowjet.

## Geographie
Der Ort liegt gut 103 km Luftlinie westlich des Oblastverwaltungszentrums Kursk im südwestlichen Teil der Mittelrussischen Platte, 24 km südöstlich des Rajonverwaltungszentrums Chomutowka, 14 km vom Sitz des Dorfsowjet – Olchowka, 18,5 km von der Grenze zwischen Russland und der Ukraine, am Fluss Woronowka (Nebenfluss der Amonka im Becken des Seim).

### Klima
Das Klima im Ort ist wie im Rest des Rajons kalt und gemäßigt. Es gibt während des Jahres eine erhebliche Niederschlagsmenge. Dfb lautet die Klassifikation des Klimas nach Köppen und Geiger.

## Bevölkerungsentwicklung
| Jahr | Einwohner |
| ---- | --------- |
| 2002 | 46        |
| 2010 | 6         |

Anmerkung: Volkszählungsdaten

## Verkehr
Nischni Woronok liegt 27 km von der Fernstraße föderaler Bedeutung M3 Ukraina (Moskau – Kaluga – Brjansk – Grenze zur Ukraine), 27 km von der Straße A 142 (Trosna – M3 Ukraina), 2 km von der Straße regionaler Bedeutung 38K-040 (Chomutowka – Rylsk – Gluschkowo – Tjotkino – Grenze zur Ukraine), 2 km von der Straße interkommunaler Bedeutung 38N-704 (38K-040 – Nischneje Tschupachino) und 38 km vom nächsten Bahnhof Scherekino (Eisenbahnstrecke Nawlja – Lgow-Kijewskij) entfernt.
Der Ort liegt 180 km vom internationalen Flughafen von Belgorod entfernt.